# Saint-Bonnet-lès-Allier
Saint-Bonnet-lès-Allier ist eine französische Gemeinde mit 426 Einwohnern (Stand: 1. Januar 2022) im Département Puy-de-Dôme in der Region Auvergne-Rhône-Alpes. Saint-Bonnet-lès-Allier gehört zum Arrondissement Clermont-Ferrand und zum Kanton Billom (bis 2015: Kanton Vertaizon).

## Lage
Saint-Bonnet-lès-Allier liegt etwa 15 Kilometer ostsüdöstlich von Clermont-Ferrand in der Limagne. Umgeben wird Saint-Bonnet-lès-Allier von den Nachbargemeinden Mur-sur-Allier mit Mezel im Norden und Westen, Chauriat im Osten und Nordosten, Saint-Georges-sur-Allier im Süden und Südosten sowie Pérignat-sur-Allier im Süden und Südwesten.

## Bevölkerungsentwicklung
| Jahr                       | 1962 | 1968 | 1975 | 1982 | 1990 | 1999 | 2006 | 2013 |
| Einwohner                  | 114  | 92   | 93   | 189  | 214  | 203  | 365  | 433  |
| Quellen: Cassini und INSEE |      |      |      |      |      |      |      |      |